# 八重山日報
八重山日報（やえやまにっぽう）は、沖縄県石垣市に本社を置く株式会社八重山日報社が発行する、朝刊単売の日刊紙である。

## 概要
沖縄県八重山列島を対象とする地域新聞である。八重山列島では同じく地域新聞である八重山毎日新聞も発行されており、地域新聞2紙、県紙2紙（琉球新報及び沖縄タイムス）の計4紙が競合している。

## 沿革
本紙を発行する八重山日報社は、かつて沖縄タイムスの社会部長などを歴任したジャーナリストの宮良長欣（みやら ちょうきん）によって、1977年8月1日に設立された。同年10月21日に八重山日報を創刊。
2013年6月1日に産経新聞社と提携し、八重山地方記事と東京の沖縄関連記事の相互交換を行っている。

### 沖縄本島版
八重山日報社は、2017年4月1日に沖縄本島で八重山日報沖縄本島版の発行と朝刊配達を開始した。産経新聞は、沖縄タイムスが4月3日付で販売店に対して八重山日報の配達禁止を通達したと報じた。
沖縄本島版は1年11ヶ月にわたり発行されたが、八重山日報社は人手不足の影響で配達員の確保が困難であることや、経営環境の悪化などから、2019年3月1日に沖縄本島版を八重山版と統合して統合版とするとともに、沖縄本島での配達を中止し郵送に切り替えた。
2021年11月2日付朝刊の新聞より、原材料費（新聞用紙・印刷インキその他）高騰や、コロナ禍の影響、並びに紙媒体の購読者の減少や郵便配達物の原則土・日・祝休日の配達停止などの事情から、原則として毎週月曜日付けを休刊日（従来は第1・3月曜日）とし、八重山島外当日朝に発送していたものを、一律1週間・6日分をまとめて郵送する。また県内に週1回別刷りしていたテレビ欄の折り込みを廃止するなどの合理策をとった。

### 年表
- 1977年
  - 8月1日 - 八重山日報社設立。
  - 10月21日 - 八重山日報創刊。
- 2013年6月1日 - 産経新聞社との間で、八重山地方記事と東京の沖縄関連記事との相互交換の提携を実施。
- 2017年4月1日 - 沖縄本島で沖縄本島版の発行と朝刊配達を開始。
- 2019年
  - 3月1日 - 沖縄本島版を八重山版と統合して統合版とするとともに、沖縄本島での配達を中止。
  - 8月2日 - 本社を石垣市字石垣159番地[2]から、石垣市字石垣486-1に移転[12]。
- 2024年
  - 12月1日-代表取締役の交代及び役員体制の変更を行なったと発表した。[13]

## 特色
高木桂一は、本紙と提携する産経新聞の編集委員であった当時、本紙について、琉球新報や沖縄タイムス等の沖縄県のメディアに見られる反米論調とは一線を画す報道姿勢を取っていると評している。
八重山日報社編集主幹の仲新城誠は、本紙編集長であった2013年4月、産経新聞の取材に対し、「沖縄の地元大手メディアは反日左翼的な反戦平和・反米姿勢の報道をしており、多くの県民が洗脳状態にあるなか、それらの沖縄世論とは一線を画した公正中立な報道姿勢を貫いている」と主張している。仲新城は、近年県内外の左派勢力や、翁長雄志沖縄県知事（当時）の支持基盤でもある反基地団体等から取材妨害を受ける等度々攻撃の対象とされていると主張している。
2012年から2013年3月まで論説委員長を務めた惠隆之介は、論説委員長を辞任した理由に、自身の就任後本社宛に左派勢力からの妨害電話が相次ぎ業務に支障を来したことを挙げている。

### 尖閣諸島問題
八重山日報社が本社を置く石垣市に属する尖閣諸島（中国名・魚釣群島）の領有権問題に関する報道に力を入れている。
2012年8月には、中国の主張の一つである「明の時代は中国領だった」とする論が誤りである、とする長崎純心大学准教授石井望の主張を報じた。
2012年9月には、編集委員長であった惠による当時の東京都知事石原慎太郎へのインタビュー記事を掲載した。
2017年4月には、仲新城が本紙編集長としての産経新聞への寄稿で、尖閣問題の取材に石垣島を訪れる外国ジャーナリストと頻繁に意見交換していることや、中国の意図は尖閣にとどまらず石垣本島や沖縄本島、ひいては太平洋全域への覇権にあるとの見方を示した。

### 八重山地区教科書問題
2011年に八重山地区で育鵬社版の中学校公民教科書が採択答申された後の八重山教科書問題では、教科書問題取材班を作り特集を組み、育鵬社版の採択に反対した竹富町採択委の主張だけでなく、採択に賛成の立場をとった石垣市採択委・与那国町採択委の意見も併せて報道した。
また、従来の沖縄の教科書採択が現場教員の採択調査員のランク付け報告書をもとに採択答申をしており、事実上教職員が教科書を選択（一種絞り込み）していることを報じ、8月2日に、沖縄県教委義務教育課長が大手マスメディアの反対キャンペーンに押される形で本来中立を保たれるはずの採択協議会に日程の延期とメンバーの追加の要請をしたことは不当介入だ、と主張した。

### 琉球新報「パンドラの箱」掲載拒否問題
2012年1月22日、ドキュメンタリー作家上原正稔が琉球新報を言論封殺であるとして訴えた「パンドラの箱掲載拒否訴訟」の内情を、沖縄県下の新聞としては初めて江崎孝の投稿の形で掲載した。

上原は琉球新報から沖縄戦を主題とした連載作品を依頼され、2006年4月から年末に掛けて、第一話「戦争を生き残った者の記録」（全147回）を同紙に掲載した。しかし、2007年5月末から始まった第二話「パンドラの箱を開ける時」の連載開始冒頭に
と予告したところ、突如琉球新報担当者から掲載の拒否を言い渡され、またそのことを発表しようとする記者会見を行うことも「やめてくれ」と言われたという。その後4ヶ月の休載後、集団自決に言及した「慶良間で何が起きたのか」は飛ばして連載が再開し、2008年8月に連載終了を琉球新報社から言い渡され、連載は終了する。連載終了時、上原は再度「慶良間で何が起きたのか」の掲載を申し入れるが、書き換えを指示され、これを拒否したため原稿が掲載されることはなかった。そのため2011年1月31日に上原は憲法で保障された言論の自由を侵害されたとして琉球新報社を提訴した。その後、この掲載拒否事件は沖縄県下の大手メディアでは一切報道されることはなかったが、沖縄の日刊紙では八重山日報が初めて報道した。

この一方的な掲載拒否問題の原因について、江崎はその投稿の中で
と考察している。

## 誤報

### 2017年12月1日の自動車事故
2017年12月1日に沖縄自動車道で発生した自動車事故について、12月11日付朝刊に、「米海兵隊曹長がクラッシュした車から日本人を救出した」とした上で、米兵による救出を報じなかった沖縄タイムスと琉球新報を「報道機関を名乗る資格はない。日本人として恥だ」と批判した産経新聞の報道（執筆者は当時編集委員兼那覇支局長であった高木桂一。）を転載するとともに、救出された日本人男性が米兵に感謝していると語ったとの独自記事も掲載した。
しかし、その後の琉球新報の取材に対して、アメリカ海兵隊は曹長は救助行為はしていないと回答。男性も米兵には救出されていないと否定した。産経新聞は2018年2月8日付紙面で、取材が不十分であったとして記事を削除したことを受け、八重山日報は2月9日付紙面で謝罪声明を掲載した。また、朝日新聞、琉球新報、沖縄タイムスの取材に対し、事実関係の誤りについて「取材の詰めが甘かった」、「今後は事実関係も含めて慎重を期する」、「対応に問題があったと反省している」等と話すとともに、沖縄タイムスと琉球新報を批判した記事の流用については「編集段階で行き過ぎた部分については、削除するなどの配慮が必要だった」等と述べた。